# Metasphaeria medicaginis
Metasphaeria medicaginis är en svampart som beskrevs av Karimov 1956. Metasphaeria medicaginis ingår i släktet Metasphaeria och familjen Dothioraceae.   Inga underarter finns listade i Catalogue of Life.